# Internaliserende en externaliserende gedragsproblemen
Internaliserende en externaliserende gedragsproblemen hebben te maken met de manier waarop kinderen en jongeren omgaan met stress en emoties.
- Bij externaliserende gedragsproblemen is er te weinig controle over de emoties en worden deze uitgeageerd. Jongeren met externaliserende problemen hebben vaak conflicten met andere mensen of met de maatschappij.[1] Typische externaliserende problemen zijn agressie, overactief gedrag en ongehoorzaamheid.
- Bij internaliserende gedragsproblemen is er een overcontrole over de emoties; ze worden naar binnen gericht en leiden tot innerlijke onrust. Typische internaliserende problemen zijn sociale teruggetrokkenheid, angst, depressie en psychosomatische klachten.[2]

## Leeftijd
De meeste onderzoekers zijn het eens met een indeling in internaliserende en externaliserende problemen of patronen. De indeling wordt gebruikt om probleemgedrag van kinderen tot adolescenten te typeren. De patronen worden reeds gevonden bij kinderen van 5 jaar en mogelijk zelfs vanaf 2 jaar. Sommigen hanteren de indeling ook voor vroege twintigers. Steeds meer worden de begrippen ook bij volwassenen gehanteerd.

## Stabiliteit van de patronen
Verschillende studies vinden dat de internaliserende of externaliserende patronen stabiel bleven bij herhaalde meting over meerdere jaren. Het blijken geen toevallige reacties of problemen te zijn die samenhangen met tijdelijke omstandigheden, maar diepgewortelde gedragspatronen die individuen kenmerken.

## Verband met andere problemen
Internaliserende problemen blijken bij 15-jarigen samen te hangen met minder sporten, zich minder gezond voelen, meer symptomen van psychische problemen, minder vrienden en zwakkere schoolprestaties dan adolescenten zonder internaliserende of externaliserende problemen. Externaliserende problemen blijken samen te hangen met meer roken, meer alcohol gebruiken, meer pesten en minder gepest worden, en zwakkere schoolprestaties.